# Maça de Hércules

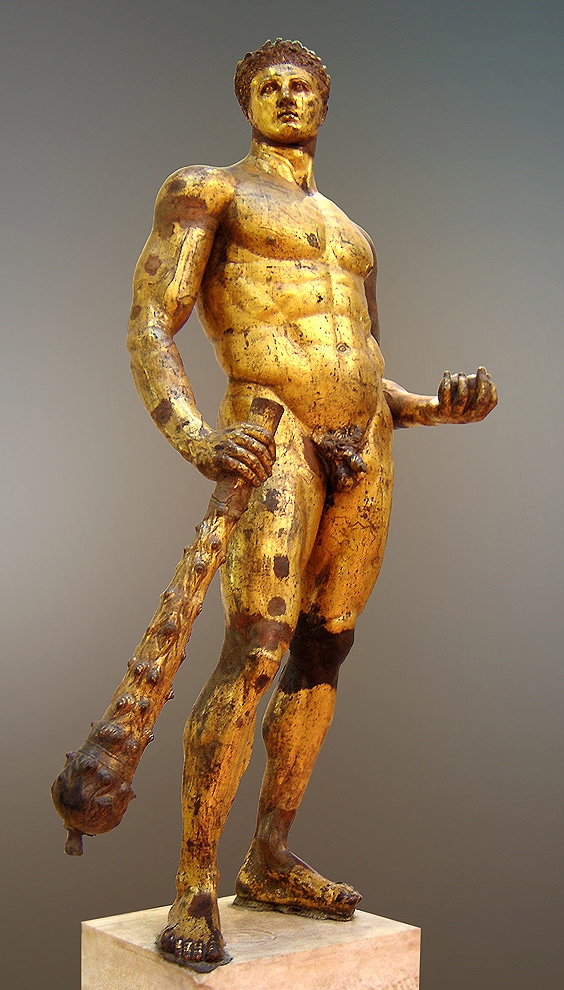
Hércules segurando a maça (na mão direita) e a maçã (na mão esquerda).

Maça de Hércules associa-se às muitas representações de Hércules, segurando "a maça e a maçã".

## Escultura
São diversas as estátuas associadas a Hércules onde aparece segurando uma maça e uma maçã. A maçã está ligada ao mito dos pomos de ouro do Jardim das Hespérides, enquanto a maça é associada ao episódio do Leão de Nemeia, invocando assim o primeiro e o penúltimo dos trabalhos de Hércules.

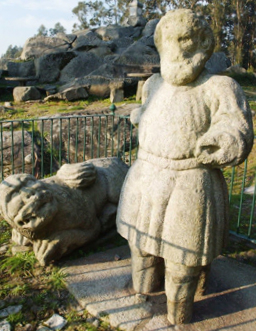
Homem da Maça e seu Bicho é uma escultura encontrada no Monte de S. Brás, que já foi associada a Hércules, por ter o homem uma maça (antes da estátua ter sido mutilada), e de se identificar o "bicho" a um leão.

Em Portugal, onde existiu uma forte tradição popular ligada a Hércules, entendido como Hércules Líbico na Monarchia Lusytana, há uma escultura denominada "Homem da Maça", que chegou a ser identificada a Hércules, mas da qual disse José Saramago:
«Este homem barbudo, que deve ser S. Brás, como o monte está dizendo, e não Hércules, como certas ambições pretenderam, recebe aqui muitos visitantes, é patrono de alegrias, e o leão não mostra os dentes, olha de lado o dono como perdigueiro à espera do sinal do caçador.»
De qualquer forma, Pinho Leal afirmava que o homem segurava uma maça, antes da estátua ter sido mutilada (donde aliás lhe terá ficado o nome).

## Amuleto
Na época romana, as maças de Hércules apareceram espalhadas no império entre os Séc. II e III, como pequenos amuletos (3 cm), sendo a maior parte feita de ouro. Um espécimen encontrado em Köln-Nippes tinha a inscrição "DEO HER[culi]", tendo confirmado uma associação a Hércules.
Tácito menciona uma afinidade dos germanos a Hércules:
«Dizem que Hércules também os visitou, e quando saem em batalha, cantam-no primeiro entre todos os heróis» 